# Friedrich von Goeckingk
Friedrich Eberhard Siegmund Günther Goeckingk, ab 1768 von Goeckingk (* 28. November 1738 in Ermsleben; † 15. Juli 1813 in Berlin) war ein preußischer General der Kavallerie.

## Leben

### Herkunft
Seine Eltern waren der Erbherr auf Günthersdorf und Daldorf sowie Kriegs- und Domänenrat Christian Friedrich Günther Göckingk (1703–1773) und Johanne, geborene Schwarz (1716–1779). Der Ökonom und Dichter Leopold Friedrich Günther von Goeckingk (1748–1828) war sein Bruder.

### Werdegang
Er war zunächst in Halle auf der Schule und kam dann zum Joachimsthaler Gymnasium in Berlin. Er ging 1755 bis 1757 zunächst zur Universität Halle, um dort Jura zu studieren. Ostern 1757 kam er nach Hause zurück und mit Beginn des Siebenjährigen Krieges 1757 kam er als Junker zum Füselier-Regiment „Hessen-Kassel“ Nr. 45. Im Februar 1758 wurde er Kornett beim Husaren-Regiment „Seydlitz“ Nr. 8. 1760 wurde er Sekonde-Lieutenant und 1761 Premier-Lieutenant. Im gleichen Jahr wurde er bereits Stabsrittmeister und 1762 wirklicher Rittmeister. Im Jahr 1771 wurde er zum Major befördert. 1784 wurde er Oberstleutnant und am 2. Mai Oberst. Im Mai 1788 übernahm er das Husarenregiment „schwarze Husaren“ Nr. 5. Am 4. Juli 1789 wurde er Generalmajor. Am 11. Januar 1795 wurde er Generalleutnant und übernahm als Chef das Husarenregiment Nr. 2. Am 21. Mai 1799 wurde er vom König mit dem Roten Adlerorden ausgezeichnet. Am 15. Oktober 1805 wurde er als General der Kavallerie pensioniert.
Am 2. Dezember 1768 wurde er von König Friedrich II in den Adelsstand erhoben. Im Bayerischen Erbfolgekrieg konnte er sich im Gefecht bei Gabel so sehr auszeichnen, dass er mit den Pour le Mérite ausgezeichnet wurde. Im Siebenjährigen Krieg kämpfte er mit den Husaren-Regiment Nr. 8 in den Schlachten bei Kunersdorf und Freiberg sowie zahlreichen Scharmützeln. König Friedrich II. war mit dem Oberst so zufrieden, dass er ihm eine goldene Dose mit Brillanten geschenkt hat.
Während des Kościuszko-Aufstand 1794 operierte er in Litauen und Masuren, wo er über 400 Gefangene machte.

### Familie
Er heiratete am 25. August 1765 in Stolp in Pommern Anna Dorothea von Belling (* 1747; † 18. November 1818), eine Tochter des Generals Wilhelm Sebastian von Belling. Das Paar hatte mehrere Kinder, darunter:
- Wilhelm Friedrich (* 16. September 1766)
- Dorothe Frederike (* 12. August 1768; † 3. September 1813)

⚭ (geschieden) Graf Wilhelm Adolf von Lichinowsky († 1836)
⚭ Andreas Georg Friedrich von Katzler (1764–1834), Generalleutnant
- Wilhelmine Helene Johanna (* 5. September 1769) ⚭ Freiherr N.N. von Franz
- Friedrich Leopold Günther (* 19. März 1775; † 27. September 1853) Major a. D., Herr auf Dumpen und Althoff-Memel ⚭ Henriette Rüppel († 26. Juli 1843)